# Problema inverso
Um problema inverso é uma estrutura geral que é usada para converter as medidas observadas em informações sobre um objeto físico ou sistema no qual estamos interessados. Por exemplo, se tem-se medições do campo gravitacional terrestre, então pode-se fazer a pergunta: "dado os dados que temos disponíveis, o que pode-se afirmar sobre a distribuição de densidade da Terra nesta área?"  A solução para este problema (i.e. a distribuição de densidade que melhor coincide com os dados) é útil porque ela geralmente nos diz algo sobre um parâmetro físico que não podemos diretamente observar.  Então, problemas inversos são um dos mais importantes  e bem estudados problemas matemáticos em ciência e matemática. Problemas inversos surgem em muitos campos de ciência e matemática, incluindo: visão computacional, aprendizagem de máquina, estatística, inferência estatística, geofísica, imagens médicas (tal como tomografia computadorizada axial e EEG/ERP), sensoriamento remoto, tomografia acústica oceânica, ensaios não destrutivos, astronomia, física e muitos outros campos. 

## Historia
O campo dos problemas inversos foi primeiramente descoberto e apresentado pelo físico soviético-armênio Viktor Ambartsumian.
Enquanto ainda era estudante, Ambartsumian estudou a teoria da estrutura atômica, a formação de níveis de energia e a equação de Schrödinger e suas propriedades, e quando dominou a teoria de autovalores das equações diferenciais, apontou a analogia aparente entre os níveis discretos de energia e os autovalores de equações diferenciais. Então ele perguntou: dada uma família de Auto-valores, é possível encontrar a forma das equações para estes autovalores? Essencialmente Ambartsumian foi examinar o problema de Sturm-Liouville inverso, que lidava com a determinação das equações de uma corda vibrante. Este artigo foi publicado em 1929 no periódico alemão Zeitschrift für Physik e permaneceu no esquecimento durante um longo tempo. Descrevendo a situação depois de muitas décadas, Ambartsumian disse, "Se um astrônomo publica um artigo com conteúdo matemático num periódico de física, então a coisa mais provável que irá acontecer é o esquecimento." 
No entanto, até o final da Segunda Guerra Mundial, este artigo, escrito por Ambartsumian aos 20 anos de idade, foi encontrado por matemáticos suecos e formaram o ponto de partida para toda uma área de pesquisa sobre problemas inversos, tornando-se a fundação de uma disciplina inteira.

## Compreensão conceitual
O problema inverso pode ser conceitualmente formulado como:
Dados → Parâmetros do modelo
O problema inverso é considerado o "inverso" para o problema inicial, que relaciona os parâmetros do modelo com os dados que observamos:
Parâmetros do modelo → Dados
A transformação de dados para os parâmetros do modelo (ou vice-versa) é um resultado da interação de um sistema físico com o objeto que desejamos inferir sobre propriedades. Em outras palavras, a transformação é a física que relaciona a grandeza física (ou seja, os parâmetros do modelo) para os dados observados.
A tabela abaixo mostra alguns exemplos de: sistemas físicos, a física que os rege, a grandeza física que estamos interessados, e aquilo que realmente observa-se.
| Sistema físico                           | Equações governantes        | Grandeza física                | Dados observáveis       |
| ---------------------------------------- | --------------------------- | ------------------------------ | ----------------------- |
| Campo gravitacional da Terra             | Lei da gravitação de Newton | Densidade                      | Campo gravitacional     |
| Campo magnético da Terra (na superfície) | Equações de Maxwell         | Susceptibilidade magnética     | Campo magnético         |
| Ondas sísmicas (de terremotos)           | Equações de onda            | velocidade de onda (densidade) | Velocidade de partícula |

Álgebra linear é útil na compreensão da construção física e matemática de problemas inversos, por causa da presença da transformação ou "mapeamento" de dados para os parâmetros do modelo.

## Afirmações gerais do problema
O objetivo de um problema inverso é encontrar o melhor modelo, {\displaystyle m}, tal que (ao menos aproximadamente)
{\displaystyle \ d=G(m)}
onde {\displaystyle G} é um operador descrever a relação explícita entre os dados observados, {\displaystyle d}, e os parâmetros do modelo. Em vários contextos, o operador {\displaystyle G} é chamado operador forward, operador de observação, ou função de observação. No contexto mais geral, G representa as equações governantes que relacionam os parâmetros aos dados observados (i.e. a física governate).

## Sociedades de problemas inversos
- Inverse Problems International Association (em inglês)
- Finnish Inverse Problems Society (em inglês)